# Provincia di Nor Cinti
La provincia di Nor Cinti è una delle 10 province del dipartimento di Chuquisaca nella Bolivia meridionale. Il capoluogo è la città di Camargo.
Al censimento del 2001 possedeva una popolazione di 69.512 abitanti.

## Geografia antropica

### Suddivisioni amministrative
La provincia è suddivisa in 4 comuni:
- Camargo
- Incahuasi
- San Lucas
- Villa Charcas